# Marc Salyers
Marc Douglas Salyers (ur. 28 lutego 1979 w Chicago) – amerykański koszykarz, występujący na pozycji skrzydłowego.

## Osiągnięcia
Na podstawie, o ile nie zaznaczono inaczej.
NCAA
- Mistrz konferencji TAAC (2000)
- MVP turnieju:
  - TAAC (2000, 2001)
  - Brescia University Pro-Am (2000)
- Zaliczony do:
  - I składu:
    - TAAC (2000, 2001)
    - turnieju TAAC (2000, 2001)
    - Academic All-TAAC (2000)

  - III skład TAAC (1999)

Drużynowe
- 2-krotny mistrz Francji (2004, 2007)[3]
- 2-krotny wicemistrz Francji (2008, 2010)
- Zdobywca Pucharu Liderów Francji (2007)

Indywidualne
- MVP:
  - finałów mistrzostw Francji (2007)
  - Pucharu Liderów Francji (2008)
  - zagraniczny ligi francuskiej (2008)
  - 6. tygodnia Eurocup TOP 16 (2009/10)
- Laureat Alphonso Ford Trophy (2008)
- Lider strzelców:
  - ligi tureckiej (2004)
  - Euroligi (2008)
- Uczestnik meczu gwiazd:
  - EuroChallenge All-Star Game (2005)
  - ligi tureckiej (2005)
  - francuskiej ligi LNB Pro A (2007, 2008)